# Hieronymus Menges
Hieronymus Menges, alternativ Ieronim Menges (n. 9 mai 1910, Karamurat, Dobrogea – d. 20 aprilie 2002, Bremen, Germania) a fost un preot romano-catolic din România, doctor în teologie și profesor la Institutul Catolic din București.
În anul 1951 era paroh romano-catolic de Predeal. Între anii 1951-1952 i-a ținut locul episcopului clandestin arestat Iosif Schubert. În data de 18 noiembrie 1952, în perioada stalinismului, a fost arestat de Securitate. A fost închis până în 1964. În anul 1965 a emigrat în Republica Federală Germania.
Cardinalul Julius Döpfner l-a numit în anul 1966 rector al Bisericii St. Georg din München-Bogenhausen.

## Publicații
- Hieronymus Menges, Joseph Schubert. 1890-1969, Salesianer-Buchdruckerei, Ensdorf, 1971.